# Drugi rząd Emila Boca
Drugi rząd Emila Boca – rząd Rumunii funkcjonujący od 23 grudnia 2009 do 9 lutego 2012.
W grudniu 2008, po wyborach w tym samym roku, powołany został gabinet tworzony przez Partię Demokratyczno-Liberalną (PDL) i Partię Socjaldemokratyczną (PSD). Urząd premiera objął Emil Boc z PDL. Przed wyborami prezydenckimi w 2009 PSD opuściła koalicję, a 13 października tegoż roku rząd przegrał w parlamencie głosowanie nad wotum nieufności. Związany z PDL prezydent Traian Băsescu podjął nieudane próby utworzenia gabinetu, na którego czele miał stanąć Lucian Croitoru lub Liviu Negoiță.
17 grudnia 2009, po zatwierdzeniu wyników zwycięskich dla siebie wyników prezydenckich, Traian Băsescu ponownie desygnował na premiera Emila Boca. Poparcie dla gabinetu poza PDL zadeklarował Demokratyczny Związek Węgrów w Rumunii (UDMR). Inicjatywę wsparli też posłowie mniejszości narodowych oraz parlamentarzyści niezrzeszeni. Grupa tych ostatnich powołała wkrótce partię pod nazwą Narodowy Związek na rzecz Rozwoju Rumunii (UNPR), która stała się formalnym koalicjantem. 23 grudnia 2009 nowy rząd uzyskał wotum zaufania w parlamencie. Tego samego dnia po zaprzysiężeniu jego członków rozpoczął urzędowanie.
W styczniu 2012 doszło do demonstracji przeciwko złej sytuacji gospodarczej, korupcji i polityce rządu. Ostatecznie 6 lutego 2012 Emil Boc podał się do dymisji. Obowiązki premiera przejął minister sprawiedliwości Cătălin Predoiu, a misję sformowania nowego rządu otrzymał Mihai Răzvan Ungureanu. Jego nowy gabinet rozpoczął funkcjonowanie trzy dni później.

## Skład rządu
- Premier: Emil Boc (PDL, do lutego 2012)[11]
- Wicepremier: Béla Markó (UDMR)
- Minister administracji i spraw wewnętrznych: Vasile Blaga (PDL, do września 2010), Traian Igaș (PDL, od września 2010)
- Minister finansów publicznych: Sebastian Vlădescu (PDL, do września 2010), Gheorghe Ialomițianu (PDL, od września 2010)
- Minister gospodarki, handlu i biznesu: Adriean Videanu (PDL, do września 2010), Ion Ariton (PDL, od września 2010)
- Minister spraw zagranicznych: Teodor Baconschi (bezp., do stycznia 2012), Cristian Diaconescu (UNPR, od stycznia 2012)
- Minister transportu i infrastruktury: Radu Berceanu (PDL, do września 2010), Anca Boagiu (PDL, od września 2010)
- Minister środowiska i leśnictwa: László Borbély (UDMR)
- Minister rozwoju regionalnego i turystyki: Elena Udrea (PDL)
- Minister obrony narodowej: Gabriel Oprea (bezp.)
- Minister kultury i dziedzictwa narodowego: Hunor Kelemen (UDMR)
- Minister sprawiedliwości: Cătălin Predoiu (bezp.)
- Minister komunikacji i społeczeństwa informacyjnego: Gabriel Sandu (PDL, do września 2010), Valerian Vreme (PDL, od września 2010)
- Minister pracy, rodziny i ochrony socjalnej: Mihai Constantin Șeitan (PDL, do września 2010), Ioan Botiș (PDL, od września 2010 do czerwca 2011), Sebastian Lăzăroiu (PDL, od czerwca do września 2011), Sulfina Barbu (PDL, od września 2011)
- Minister edukacji, badań naukowych, młodzieży i sportu: Daniel Petru Funeriu (PDL)
- Minister zdrowia: Attila Cseke (UDMR, do sierpnia 2011), Ladislau Ritli (UDMR, od sierpnia 2011)
- Minister rolnictwa i rozwoju wsi: Mihail Dumitru (PDL, do września 2010), Valeriu Tabără (PDL, od września 2010)
- Minister do spraw europejskich: Leonard Orban (bezp., od września 2011)